# NGC 6017
NGC 6017 is een spiraalvormig sterrenstelsel in het sterrenbeeld Slang. Het hemelobject werd op 24 april 1830 ontdekt door de Britse astronoom John Herschel.

## Synoniemen
- UGC 10098
- MCG 1-41-3
- ZWG 51.8
- PGC 56475